# Yūzō Kanemaru
Yūzō Kanemaru (jap. 金丸祐三 Kanemaru Yūzō; ur. 18 września 1987 w Takatsuki) – japoński lekkoatleta, sprinter.

## Osiągnięcia
- złoty medal mistrzostw Azji (bieg na 400 m, Inczon 2005)
- złoto w biegu sztafetowym 4 x 400 metrów na mistrzostwach Azji juniorów (Makau 2006)
- 7. miejsce podczas Pucharu Świata (sztafeta 4 x 400 m Ateny 2006), Kanemaru biegł na drugiej zmianie sztafety reprezentującej Azję
- 2 medale uniwersjady (Belgrad 2009, złoto na 400 metrów oraz brąz w sztafecie 4 x 400 metrów)
- srebro (bieg na 400 m) oraz złoto (sztafeta 4 x 400 m) podczas mistrzostw Azji (Guangdong 2009)
- 7. miejsce w biegu na 400 metrów podczas Pucharu Interkontynentalnego (Split 2010)
- srebrny medal igrzysk azjatyckich (bieg na 400 m, Kanton 2010)
- brąz (bieg na 400 m) i złoto (sztafeta 4 x 400 m) mistrzostw Azji (Kobe 2011)
- brąz (bieg na 400 metrów) i srebro (sztafeta 4 × 400 metrów) mistrzostw Azji (Pune 2013)
- złoty medal igrzysk azjatyckich (sztafeta 4 × 400 metrów, Inczon 2014)

W 2008 reprezentował Japonię na igrzyskach olimpijskich w Pekinie, 43. miejsce w eliminacjach nie dało awansu do następnej rundy na 400 metrów.

## Rekordy życiowe
- bieg na 300 m – 32,29 (2009) rekord Japonii
- bieg na 400 m – 45,16 (2009)